# ديلنية

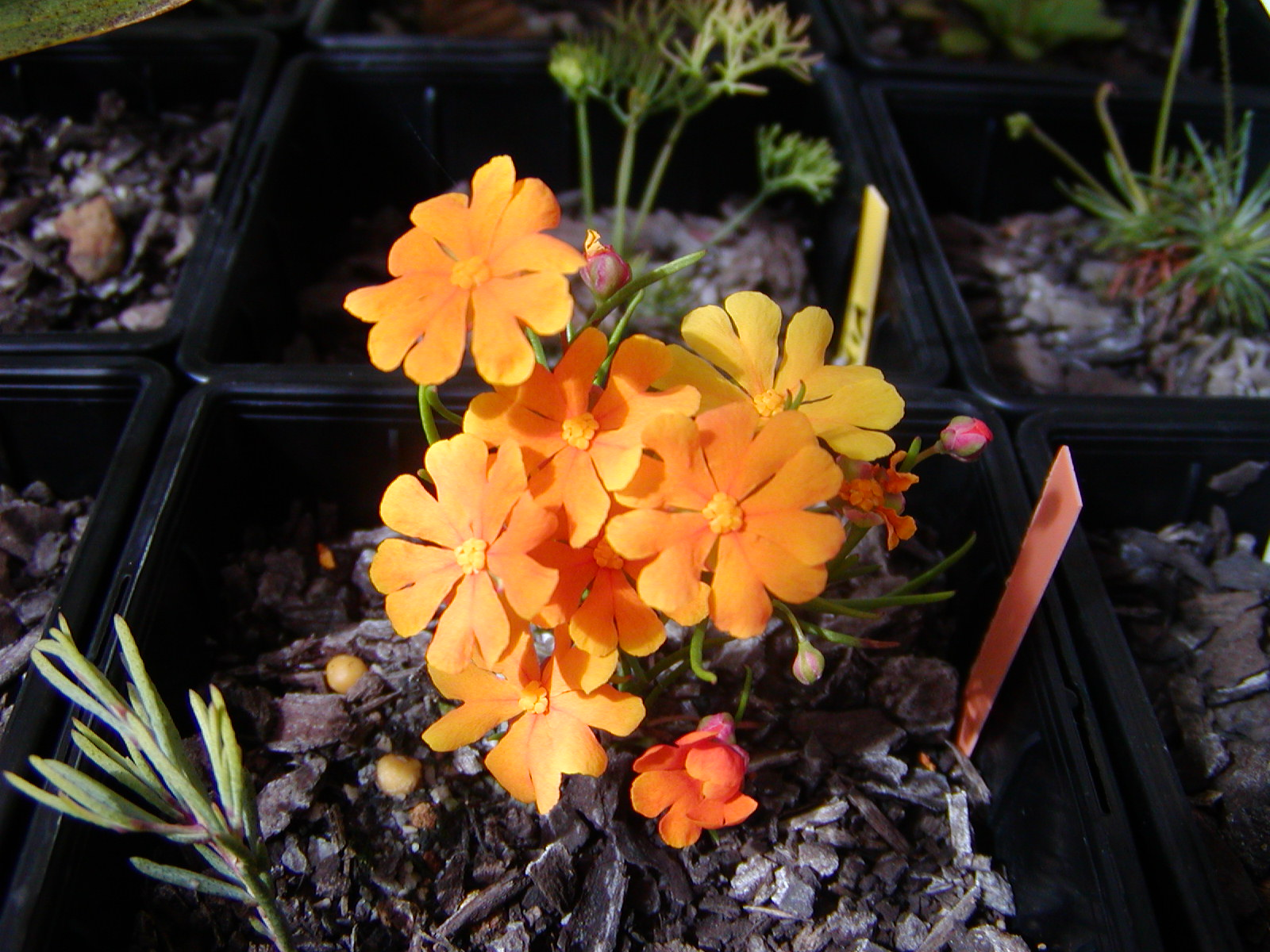
هيبرتية نجمية

الديلنية (الاسم العلمي: Dilleniaceae) هي فصيلة من النباتات تتبع رتبة الديلنيات من طائفة ثنائيات الفلقة.

## أجناس
- الديلنيا